# Медведи (субкультура)

Флаг Международного братства Медведей.

Медведи (англ. gay bear — гей-медведь) — субкультура гомо- и бисексуальных взрослых мужчин, отличающихся волосатостью тела (прежде всего, волосатостью на груди, животе и на лобке), а также наличием бороды и усов. К медведям часто относят «чабов» — геев с избыточным весом, что является не совсем верным. «Медведи» могут иметь избыточный вес, но не каждый гей с избыточным весом является «медведем».

## История возникновения термина

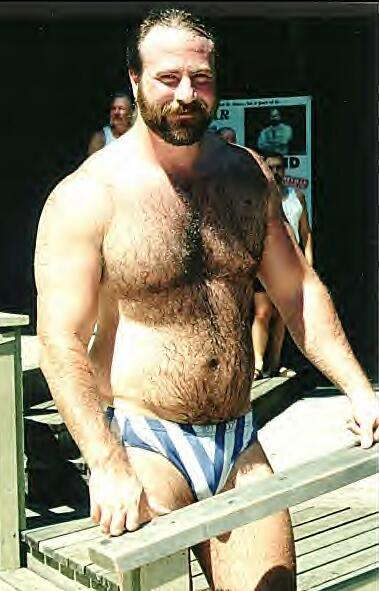
Гей-порно-актёр Джек Редклифф.

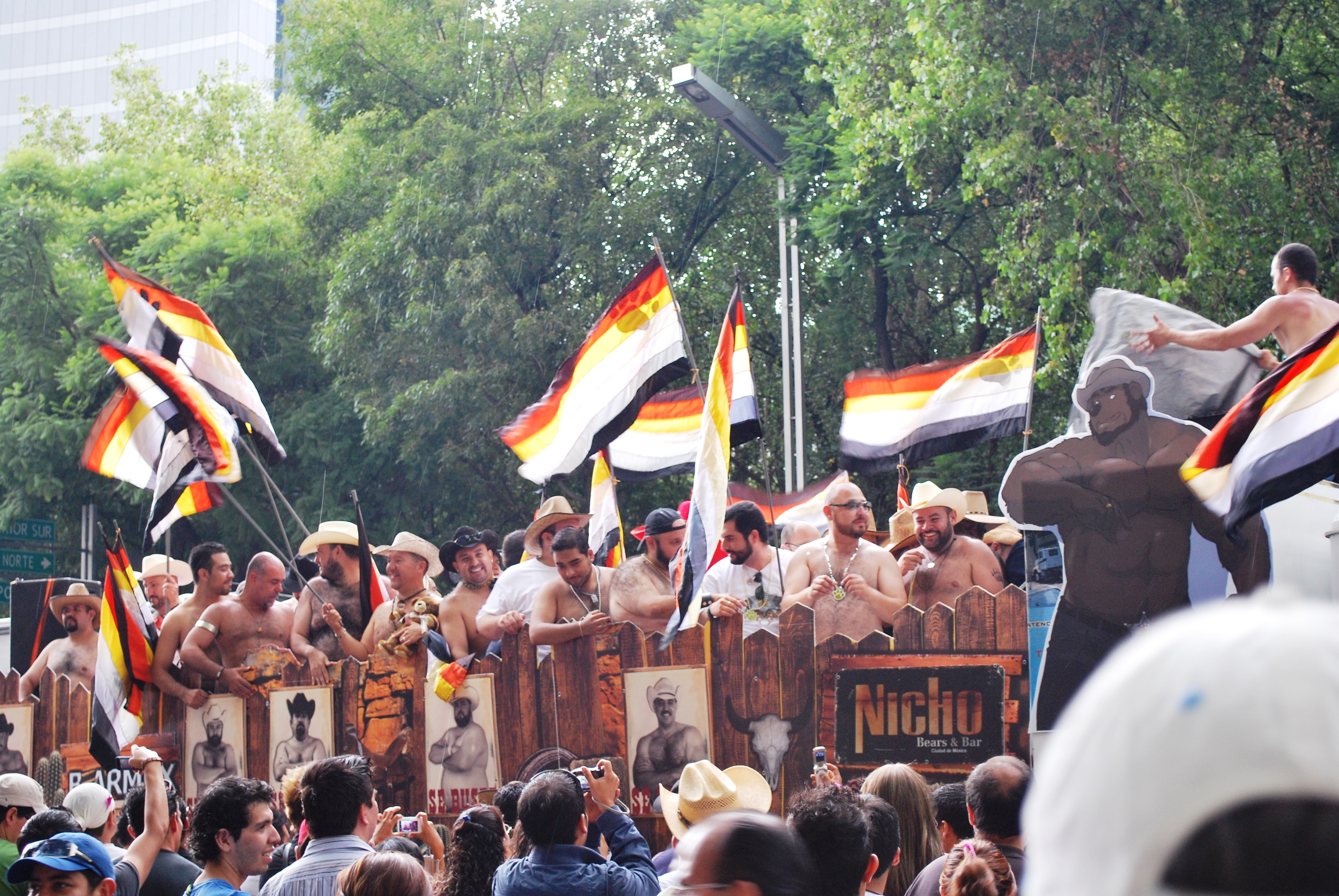
«Медведи» на гей-параде в Мехико в 2009 году.

Гей-культура медведей зародилась в конце 1970-х — начале 1980-х годов в США (в первую очередь в штате Калифорния) как ответная реакция на традиционную общественную стереотипизацию гомосексуальных мужчин как изнеженных и женоподобных, в рамки которой значительная часть геев США уже не укладывалась и не желала укладываться.
Подобный социальный протест против женоподобности был не в последнюю очередь связан с распространением в США, особенно в Лос-Анджелесе, с его сильным голливудским влиянием, моды на фитнес-центры, бодибилдинг, увеличение потребления мышечных стероидов для придания телу ярко выраженных, часто гипертрофированных мужественных форм.
Маскулинность скоро вышла на первое место среди желаемых черт гей-культуры и значительно потеснила традиционное изнеженное восприятие геев, хотя полностью и не исключило его. Изнеженные, женоподобные геи вынуждены были просто очертить новые границы своих субкультур с их собственными атрибутами, поскольку многие гей-сообщества в этот период включились в процесс активной маскулинизации (straight acting).

## Характеристика медведей
В настоящее время «медведи» — это вполне сложившаяся за последние 30 лет субкультура, в которой уже выработались свои стереотипы, а также целый набор атрибутов, социальных и половых ролей.
Типичные «медведи» — это взрослые, состоявшиеся мужчины, которые имеют плотное, коренастое (иногда полное) телосложение, волосатое тело, носят бороды и усы. Они лишены женоподобных черт и не имитируют женщин.
В зависимости от социальной роли, возраста и телосложения в медвежьей гей-культуре выделяются также «медвежата», «щенки», «выдры», «волки», «гориллы» и т. д. Так, медвежатами обычно являются молодые «медведи» плотного телосложения с бородой моложе 35 лет. «Щенками» называют молодых «медведей» плотного телосложения с бородой, часто исполняющих пассивную роль. «Волками» — поджарых, высоких, обычно активных геев без растительности на лице любого возраста. «Выдрами» — поджарых, иногда универсальных геев невысокого роста, атлетического телосложения, часто с обильным волосяным покровом тела.
Отдельным подвидом являются так называемые «дикие» (англ. wild). Это мужчины среднего роста, атлетического телосложения, с обилием волос на теле, но гладко выбритым лицом. «Дикие» обычно исполняют пассивную роль.

## Движение медведей
С начала 90-х годов американские гей-сообщества медведей активно распространили своё влияние и на другие страны мира. Среди них Канада, Мексика, Испания, Швеция, Великобритания и т. д. Международным центром медвежьей гей-культуры традиционно был Сан-Франциско (США). В последнее время также и мексиканская столица — город Мехико. В Европе с начала 2000-х годов их затмила Барселона (Испания), в которой каждый год проводятся общеевропейский гей-парад для «медведей», на которых они надевают свой символ — чёрные кожаные жилетки на голое тело.